# Миле Кандић
Миле Кандић (Приграђани, 2. новембар 1933 — Херцег Нови, 22. септембар 2017) је био адмирал Југословенске народне армије.

## Биографија
Гимназију је завршио 1954. у Мостару, Војнопоморску академију, смјер поморство, 1957. у Сплиту, Високу војнопоморску академију 1966. у Москви, а Школу народне одбране 1975. године. Службовао је у гарнизонима Сплит и Београд. Једно вријеме био је командант ратног брода "Галеб". Службу је завршио на дужности команданта Војнопоморске области (на којој се налазио од јула 1990. до маја 1992.). У чин адмирала унапријеђен је 22. децембра 1991. Пензионисан је у Војсци Југославије, 31. августа 1992. Носилац је више војних одликовања. Током Рата у Хрватској успјешно је извукао војску и ратну морнарицу из хрватског приморја у Боку Которску. Жупанијски суд у Сплиту га је, у одсуству, осудио на 15 година у одсуству због ратних злочина, а Врховни суд Републике Хрватске је казну повисио на 20 година.